# Polizeipräsidium Bonn

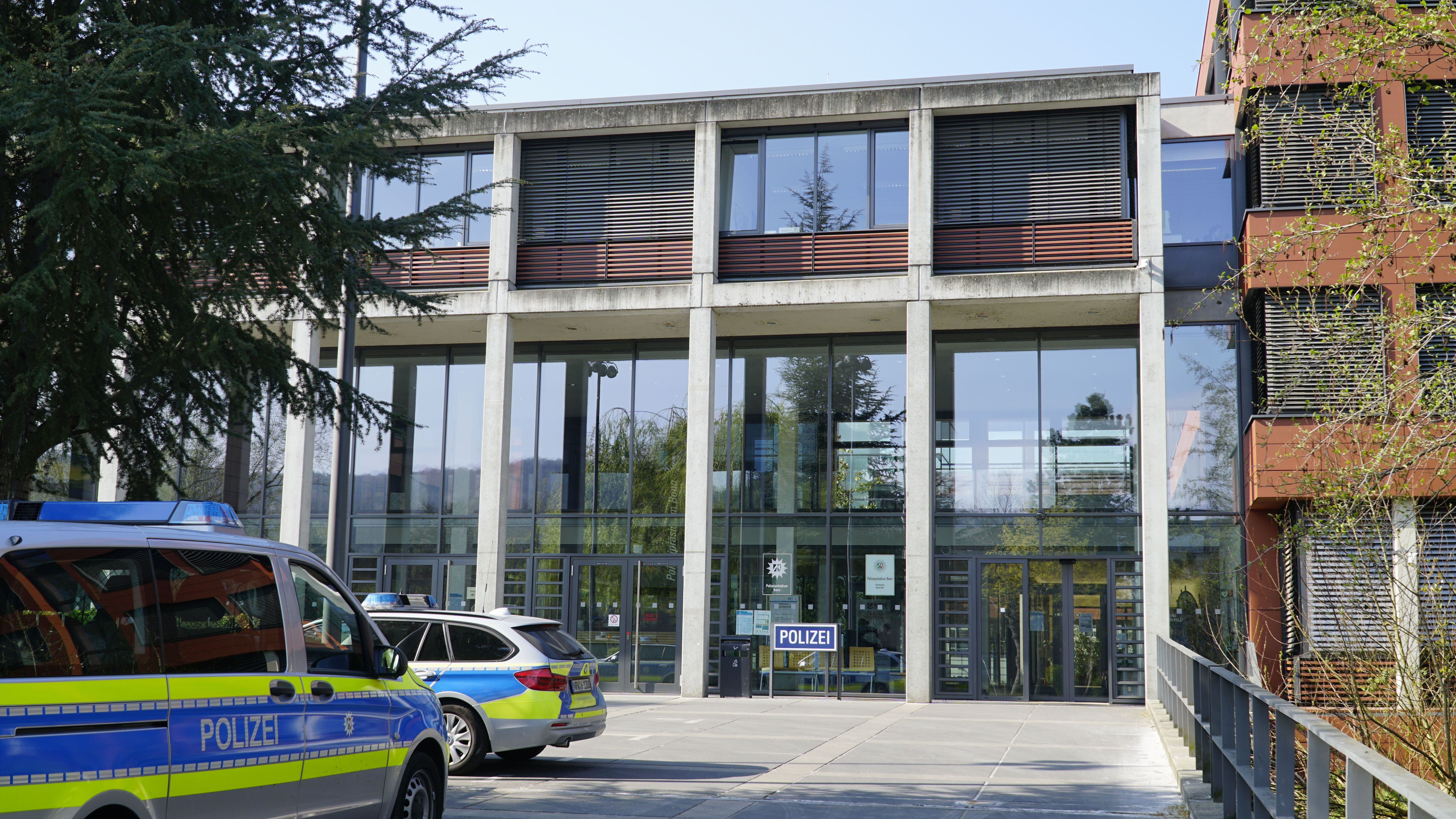
Polizeipräsidium Bonn, Haupteingang

Das Polizeipräsidium Bonn (PP Bonn) ist eine Kreispolizeibehörde der Polizei Nordrhein-Westfalen, die räumlich für die kreisfreie Stadt Bonn sowie die Städte und Gemeinden Alfter, Bad Honnef, Bornheim, Königswinter, Meckenheim, Rheinbach, Swisttal und Wachtberg zuständig ist. Der Sitz befindet sich an der Königswinterer Straße 500 in Bonn-Ramersdorf.

## Beschreibung
Dem Präsidium und den nachgeordneten Dienststellen gehören mehr als 1800 Mitarbeiter an.
Als sogenannte Kriminalhauptstelle ist die Polizei Bonn in Fällen von schwerer Kriminalität auch für die Kreispolizeibehörden von Rhein-Sieg und Euskirchen zuständig. Besonders schwere Delikte, zum Beispiel Erpresserischer Menschenraub, Geiselnahmen und Amoktaten werden von der Polizei Köln (sogenannte § 4-Behörde) übernommen.
Das Gebäude an der Königswinterer Straße wurde zwischen 2003 und 2006 im Bonner Ortsteil Ramersdorf neugebaut. Zuvor diente seit 1974 das Landesbehördenhaus als Polizeipräsidium.

## Geschichte
Der Zusammenschnitt des Polizeibezirks geht auf das Polizeiorganisationsgesetz des Landes Nordrhein-Westfalen aus dem Jahr 1953 zurück. In diesem wurde festgelegt, dass der Innenminister mehrere Landkreise und kreisfreie Städte zu einem Polizeibezirk zusammenlegen konnte. Zur Stadt Bonn kamen der damalige Landkreis Bonn und die zum damaligen Siegkreis gehörenden Städte Königswinter und Bad Honnef sowie die Ämter Oberkassel, Ittenbach und Aegidienberg. Das hatte den Effekt, dass die Einwohnerzahl des neuen Bezirks über 300.000 Einwohner lag und somit ein Polizeipräsident als Behördenleiter eingesetzt werden konnte. Gerüchteweise geschah dies auf Drängen Konrad Adenauers, der für die Polizei der neuen Bundeshauptstadt ein entsprechend repräsentatives Erscheinungsbild umgesetzt haben wollte.

## Leitung
Polizeipräsidenten waren bzw. sind:
| von        | bis        | Polizeipräsident         | Anmerkungen                            |
| ---------- | ---------- | ------------------------ | -------------------------------------- |
| 01.10.1953 | 07.07.1954 | Karl Wahle               |                                        |
| 08.07.1954 | 29.03.1962 | Wilhelm Tegethoff        | Im Amt verstorben                      |
| 1964       | 30.09.1971 | Valentin Porz            |                                        |
| 01.10.1971 | 1975       | Helmut Botschen          |                                        |
| 01.05.1975 | 1988       | Hans Wilhelm Fritsch     |                                        |
| 1988       | 1993       | Michael Kniesel          | Wechsel als Staatsrat nach Bremen      |
| 1994       | 31.06.2002 | Dierk Henning Schnitzler |                                        |
| 01.07.2002 | 30.09.2011 | Wolfgang Albers          | Wechsel als Polizeipräsident nach Köln |
| 14.11.2011 | 31.03.2020 | Ursula Brohl-Sowa        |                                        |
| 01.04.2020 | amtierend  | Frank Hoever             |                                        |

## Dienststellen
Die Dienststellen der Polizei Bonn verteilen sich auf zwei Polizeiinspektionen mit jeweils mehreren Polizeiwachen und -anlaufstellen.

### Polizeiinspektion 1
- Polizeiwache Bonn-Innenstadt
- Polizeiwache Bonn-Ramersdorf
- Polizeiwache GABI (Gemeinsame Anlaufstelle Bonn-Innenstadt, zusammen mit der Stadtverwaltung Bonn)

dazu kommen:
- Polizeianlaufstelle Bad Honnef
- Polizeianlaufstelle Bad Honnef-Aegidienberg
- Polizeianlaufstelle Bonn-Beuel
- Polizeianlaufstelle Bonn-Endenich
- Polizeianlaufstelle Bonn-Poppelsdorf
- Polizeianlaufstelle Bonn-Tannenbusch
- Polizeianlaufstelle Königswinter
- Polizeianlaufstelle Königswinter-Oberpleis

### Polizeiinspektion 2
- Polizeiwache Bonn-Bad Godesberg
- Polizeiwache Bonn-Duisdorf
- Polizeiwache Bornheim
- Polizeiwache Meckenheim
- Polizeiwache Rheinbach

dazu kommen:
- Polizeianlaufstelle Alfter-Oedekoven
- Polizeianlaufstelle Alfter-Witterschlick
- Polizeianlaufstelle Bonn-Brüser Berg
- Polizeianlaufstelle Bonn-Heiderhof
- Polizeianlaufstelle Bonn-Medinghoven
- Polizeianlaufstelle Swisttal-Heimerzheim
- Polizeianlaufstelle Wachtberg-Berkum